# 지방도 제421호선

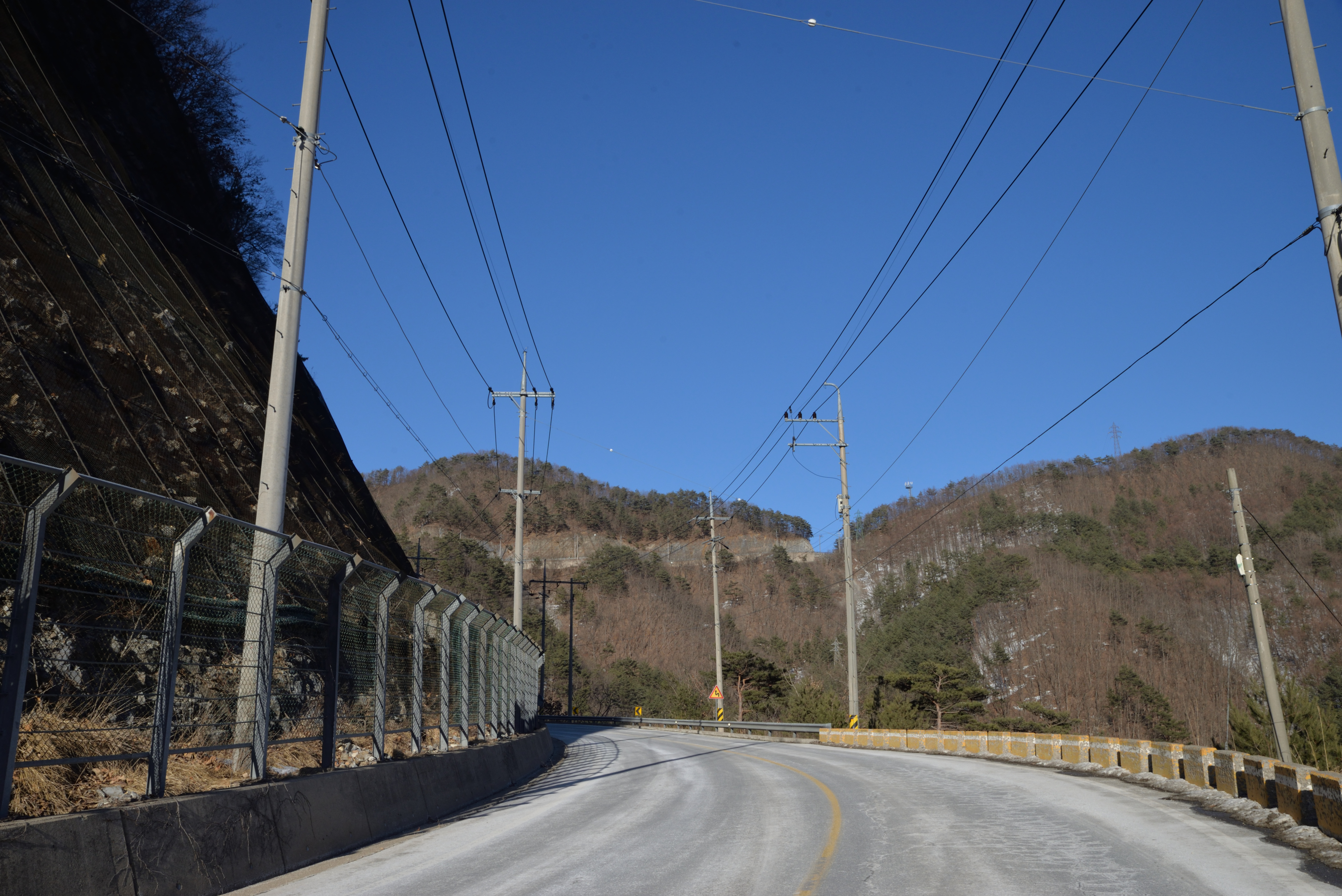
지방도 제421호선, 정선군 화암면 벌문재 구간

지방도 제421호선은 강원특별자치도 정선군 신동읍 신동 교차로와 삼척시 하장면 토산삼거리를 잇는 강원특별자치도의 지방도이다.

## 역사
- 2001년 6월 16일 : 함백 ~ 증산간 도로 확포장공사로 인해 정선군 신동읍 조동리 ~ 남면 무릉리 15.4m 구간 도로구역 변경[1]
- 2003년 2월 15일 : 노선 폐지 및 재지정[2]
- 2004년 3월 26일 : 도로 확포장공사로 인해 정선군 신동읍 방제리 ~ 남면 문곡리 5.7km 구간 도로구역 변경[3]
- 2009년 1월 2일 : 정선군 신동읍 조동리 ~ 남면 문곡리 8.382km 구간 신설 개통.[4]

## 주요 경유지
- 정선군
  - 신동읍 신동 교차로 - 천포삼거리 - 예미오거리 - 예미역 - 함백고등학교 - 함백초등학교 - 함백여자고등학교, 함백여자중학교 - 정선함백농공단지 - 함백역 - 방제리 - 미륵고개(해발 1037.1m)
  - 남면 미륵고개(해발 1037.1m) - 문곡리 - 자미원역 - 남선초등학교 자미분교(폐교) - 별어곡교 - 남면사거리 - 문곡 교차로- 남면 교차로 - 민둥산 교차로 - 증산초등학교
  - 화암면 몰운리 - 제동교 - 화암2교 - 화암리 - 벌문재(해발 795m)
  - 임계면 벌문재(해발 795m) - 덕암리

- 삼척시
  - 하장면 토산리 - 토산삼거리

## 중복 구간
- 정선군 남면 남면사거리 ~ 민둥산 교차로 : 국도 제38호선과 중복
- 정선군 화암면 제동교 동단 ~ 화암2교 북단 : 지방도 제424호선과 중복

## 도로명
- 정선군 신동읍 신동 교차로 ~ 예미오거리 : 의림로
- 정선군 신동읍 예미오거리 ~ 미륵고개 : 함백로
- 정선군 남면 미륵고개 ~ 남면사거리 : 자미원길
- 정선군 남면 남면사거리 ~ 민둥산 교차로 : 강원남로
- 정선군 남면 민둥산 교차로 ~ 화암면 제동교 동단 : 민둥산로
- 정선군 화암면 제동교 동단 ~ 화암2교 북단 : 소금강로
- 정선군 화암면 화암2교 북단 ~ 삼척시 하장면 토산삼거리 : 벌문재로